# Fame and Fortune (canción)
"Fame and Fortune" ("Fama y fortuna") es una canción del género clásico de las baladas compuesta por la dupla de compositores Fred Wise y Ben Weisman, grabada y popularizada por Elvis Presley tras su regreso del servicio militar en Alemania a principios de 1960. Ante la audiencia nacional de los Estados Unidos, Elvis presentó la canción, habiendo sido invitado a un especial televisivo de la ABC en el show de Frank Sinatra  titulado "Welcome Home Elvis"  durante ese mismo año.  Elvis hizo de la balada una interpretación característica del estilo de los crooners.

## Antecedentes y grabación
Luego de haber cumplido el segundo año del servicio militar y tras haberse licenciado con el rango de sargento, Elvis regresó a Memphis dos días después, y luego de un breve descanso, él viajó hacia Nashville para comenzar a trabajar en la grabación y producción de su nuevo álbum, en el legendario estudio B de la RCA. El día 21 de marzo de 1960, Elvis registra los dos temas que conformarían su primer sencillo de la década de 1960. Por un lado la canción "Stuck on You" ("Pegado a ti") y por el otro "Fame and Fortune".
Para las sesiones Presley vuelve a contar con la participación del guitarrista Scotty Moore, con el que no trabajaba desde 1958, año en el que Elvis ingresara al ejército. Por disconformidades en el contrato, el contrabajista Bill Black abandona definitivamente su parte contractual con Elvis y sería reemplazado a partir de allí por Bob Moore.

### Ediciones
La canción "Fame and Fortune", al margen de haber sido puesta en el mercado en el formato de disco sencillo con "Stuck On You"  el 23 de marzo de 1960, paralelamente conformó algunos álbumes compilados de Elvis como Elvis' Golden Records Volume 3, Elvis: The 50 Greatest Love Songs. y The Complete Elvis Presley Masters de 2010. 
Las carátulas del disco simple variaron a lo largo de sus reediciones, con imágenes de Elvis aún luciendo el cabello bastante corto producto del servicio militar,  mientras que en otras se reutilizó la misma imagen que llevaba la portada de su segundo álbum de 1956, Elvis. Una de las ediciones del sencillo incluyó una referencia directa a los 50.000.000 de fans de Elvis alrededor del mundo, en clara alusión hacia el  álbum 50,000,000 Elvis Fans Can't Be Wrong. 

## Músicos de las sesiones
- Elvis Presley - voz y guitarra acústica rítmica
- Scotty Moore - guitarra eléctrica
- Bob Moore - bajo
- Floyd Cramer - piano
- Murrey "Buddy" Harman - batería
- The Jordanaires - coros [7]

## Lírica
La letra habla acerca de lo efímero que resulta el dinero o la fama en comparación con el amor de una mujer, que en este caso hace que el interlocutor se desinterese de los bienes materiales, estando en presencia de su amada, quien hace que él se sienta como un verdadero rey al besarla.  
Fame and fortune
How empty they can be
But when I hold you in my arms
That's heaven to me

Who cares for fame and fortune?
They're only passing things
But the touch of your lips on mine

Makes me feel like a king

## Presentación
El 26 de marzo de 1960, Presley viajó a Miami Beach para presentarse en la grabación televisiva de un especial del show de Frank Sinatra al que había sido invitado y que tendría lugar en el Grand Ballroom del hotel Fountainebleau. El especial se puso al aire en mayo de ese año y fue la única vez que la audiencia pudo ver al "Rey del Rock" y "La Voz" cantando juntos. 
Allí Elvis interpretó en vivo los temas del single grabados apenas unos días antes, "Stuck On You" y "Fame and Fortune". El especial televisivo logró un rating del 41.5% correspondientes a un 67.7% de la audiencia televisiva. 
"Fame and Fortune" ingresó a la lista del Billboard Hot 100 alcanzando el puesto # 17. 

## Estilo interpretativo
Temas como Fame and Fortune o las siguientes grabaciones de éxito como It's Now or never o Wooden Heart demostraron que la influencia de la música europea se había hecho presente en el estilo musical de Elvis luego de su estadía en Alemania y la década de 1960 marcó el comienzo de un giro interpretativo del cantante hacia el estilo típico de los crooners de la música popular, para los cuales las modas musicales no tenían la más mínima importancia, logrando Elvis convertirse con algunos años menos, durante esa década, en un crooner, alineándose con cantantes como Bing Crosby o el mismo Sinatra. En cierta medida, esa había sido la idea de su mánager, el coronel Tom Parker y al cantante a partir de allí comenzaría a seleccionársele el repertorio interpretativo. 

## Listas
| Listas (1960)        | Año  | Posición alcanzada | Permanencia |
| -------------------- | ---- | ------------------ | ----------- |
| US Billboard Hot 100 | 1960 | 17                 | 10 semanas  |
| Australia            | 1960 | 1                  | 15 semanas  |
| Bélgica              | 1960 | 8                  | 24 semanas  |
| Canadá               | 1960 | 1                  | 12 semanas  |
| Rate Your Music      | 1960 | 28                 | -           |